# طراحی کاربر-محور
طراحی کاربر-محور (انگلیسی: User-centered design) یا توسعه مبتنی بر کاربر، یک چارچوب فرایندی است که در آن، در هر مرحله از فرایند طراحی، تعامل گسترده‌ای با کاربرهای واقعی محصول یا خدمات انجام می‌گیرد، که هدف آن تطابق محصول، خدمات یا فرایند طراحی شده، با کاربر آن می‌باشد. در طراحی کاربر-محور به مسائلی چون کاربردپذیری، ویژگی‌های کاربر، محیط، وظایف و گردش کار محصول، خدمات یا فرایند، توجه ویژه‌ای می‌شود.
طراحی کاربر محور (UCD) یک رویکرد طراحی است که بر نیازها و خواسته‌های کاربران تمرکز دارد. این رویکرد بر این باور است که بهترین محصولات و خدمات آنهایی هستند که نیازهای کاربران را برآورده می‌کنند.

## طراحی کاربر - محور در طراحی محصول و خدمات
طراحی کاربر محور یک رویکرد کلیدی در طراحی محصول و خدمات است. این رویکرد به طراحان کمک می‌کند تا محصولات و خدماتی ایجاد کنند که برای کاربران آسان، لذت بخش و مفید هستند.

## تعریف مراحل طراحی کاربر محور
طراحی کاربر محور شامل مراحل زیر است:
تحقیق کاربر: در این مرحله، طراحان با کاربران تعامل می‌کنند تا درک کنند که آنها چگونه از محصول یا خدمات استفاده می‌کنند و چه چیزی می‌خواهند از آن دریافت کنند. این تحقیقات می‌تواند شامل مصاحبه با کاربران، انجام نظرسنجی‌های کاربر و تجزیه و تحلیل داده‌های استفاده باشد.
طراحی: در این مرحله، طراحان از اطلاعات تحقیقات کاربری برای طراحی ویژگی‌ها و بهبودهای جدید استفاده می‌کنند. این می‌تواند شامل ایجاد طرح‌های اولیه، انجام آزمایش کاربر و جمع‌آوری بازخورد کاربران باشد.
توسعه: در این مرحله، طراحان ویژگی‌ها و بهبودهای جدید را توسعه می‌دهند.
آزمایش: در این مرحله، طراحان ویژگی‌ها و بهبودهای جدید را قبل از انتشار برای عموم، با کاربران آزمایش می‌کنند

## مزایای طراحی کاربر محور
طراحی کاربر محور مزایای زیادی دارد، از جمله:
بهبود تجربه کاربر: UCD به طراحان کمک می‌کند تا محصولات و خدماتی ایجاد کنند که برای کاربران آسان، لذت بخش و مفید هستند. تجربه کاربری خوب باعث می‌شود که کاربران از محصول یا خدمات استفاده کنند و از آن لذت ببرند. این امر می‌تواند منجر به افزایش رضایتمندی کاربران، افزایش مشارکت کاربران و افزایش فروش شود.
افزایش رضایتمندی کاربران: کاربرانی که تجربه کاربری خوبی دارند، بیشتر احتمال دارد که از محصول یا خدمات استفاده کنند و به آن توصیه کنند. این امر می‌تواند منجر به افزایش وفاداری کاربران و افزایش اعتبار برند شود.
افزایش مشارکت کاربران: کاربرانی که تجربه کاربری خوبی دارند، بیشتر احتمال دارد که با محصول یا خدمات مشارکت کنند، مانند ارائه بازخورد یا ایجاد محتوا. این امر می‌تواند منجر به بهبود محصول یا خدمات و ایجاد جامعه قوی تر از کاربران شود.
کاهش هزینه‌ها: طراحی کاربر محور می‌تواند به کاهش هزینه‌های توسعه و نگهداری محصول یا خدمات کمک کند. این امر به این دلیل است که محصولات و خدماتی که از طراحی کاربر محور استفاده می‌کنند، معمولاً آسان‌تر برای استفاده و نگهداری هستند.

## چالش‌های طراحی کاربر محور
طراحی کاربر محور چالش‌هایی نیز دارد، از جمله:
نیاز به درک عمیق کاربران: طراحی کاربر محور مستلزم درک عمیق نیازها و خواسته‌های کاربران است. این امر می‌تواند دشوار باشد، به خصوص اگر کاربران از طیف گسترده‌ای از پس زمینه‌ها و نیازهای مختلف داشته باشند.
نیاز به همکاری بین تیم‌های مختلف: طراحی کاربر محور مستلزم همکاری بین تیم‌های مختلف، مانند طراحی، توسعه و بازاریابی است. این امر می‌تواند چالش‌برانگیز باشد، زیرا هر تیم ممکن است اهداف و اولویت‌های متفاوتی داشته باشد.
نیاز به زمان و منابع کافی: طراحی کاربر محور ممکن است زمان و منابع زیادی را صرف کند. این امر به این دلیل است که تحقیق‌های کاربر، طراحی و آزمایش می‌تواند زمان بر باشد

## راهکارهای غلبه بر چالش‌های طراحی کاربر محور
برای غلبه بر چالش‌های طراحی کاربر محور، می‌توان از راهکارهای زیر استفاده کرد:
تمرکز بر کاربران: طراحان باید تمرکز خود را بر کاربران قرار دهند و نیازها و خواسته‌های آنها را در اولویت قرار دهند. این امر می‌تواند با انجام تحقیقات کاربری دقیق و استفاده از روش‌های طراحی کاربر محور حاصل شود.
ایجاد یک تیم متحد: ایجاد یک تیم متحد که بر روی یک هدف مشترک تمرکز دارد، می‌تواند به غلبه بر چالش‌های همکاری کمک کند. این امر می‌تواند با ایجاد یک فرهنگ همکاری و ایجاد جلسات منظم برای هماهنگی بین تیم‌ها حاصل شود.
برنامه‌ریزی و تخصیص منابع کافی: برنامه‌ریزی و تخصیص منابع کافی برای طراحی کاربر محور می‌تواند به کاهش خطرات و اطمینان از موفقیت پروژه کمک کند. این امر می‌تواند با ایجاد یک جدول زمانی واقع بینانه و تخصیص منابع مالی و انسانی کافی حاصل شود

## کاربرد طراحی کاربر محور
طراحی کاربر محور در طیف گسترده‌ای از محصولات و خدمات، از جمله:
محصولات نرم‌افزاری و وب: طراحی کاربر محور در طراحی محصولات نرم‌افزاری و وب، مانند وب سایت‌ها، برنامه‌های کاربردی و بازی‌های ویدیویی، کاربرد گسترده‌ای دارد. طراحی کاربر محور به طراحان کمک می‌کند تا محصولاتی ایجاد کنند که برای کاربران آسان و لذت بخش هستند.
محصولات سخت‌افزاری: طراحی کاربر محور در طراحی محصولات سخت‌افزاری، مانند تلفن‌های همراه، تلویزیون‌ها و وسایل آشپزخانه، نیز کاربرد دارد. طراحی کاربر محور به طراحان کمک می‌کند تا محصولاتی ایجاد کنند که برای کاربران آسان و ایمن هستند.
خدمات: طراحی کاربر محور در طراحی خدمات، مانند خدمات مشتری، آموزش و خرده فروشی، نیز کاربرد دارد. طراحی کاربر محور به طراحان کمک می‌کند تا خدماتی ایجاد کنند که برای کاربران آسان و مفید هستند

## آینده طراحی کاربر محور
طراحی کاربر محور یک رویکرد طراحی است که به‌طور مداوم در حال تکامل است. با پیشرفت فناوری و تغییر نیازهای کاربران، طراحان باید روش‌های خود را برای استفاده از طراحی کاربر محور به روز کنند.
در آینده، طراحی کاربر محور احتمالاً بر روی موارد زیر تمرکز خواهد کرد:
طراحی برای افراد با نیازهای خاص:
طراحی کاربر محور باید بر روی طراحی محصول‌ها و خدماتی برای افراد با نیازهای خاص، مانند افراد نابینا، کم شنوا و افراد دارای معلولیت جسمی، تمرکز کند.
طراحی برای افراد چند زبانه:
با افزایش جمعیت جهان و افزایش مهاجرت، تعداد افراد چند زبانه در حال افزایش است. طراحی کاربر محور باید بر روی طراحی محصول‌ها و خدمت‌هایی برای افراد چند زبانه تمرکز کند. این امر می‌تواند با استفاده از زبانه‌ها و گویش‌های مختلف، استفاده از ترجمه ماشینی و ارائه راهنماهای چند زبانه حاصل شود.
طراحی برای افراد با توانایی‌های مختلف:
با افزایش سن جمعیت جهان، تعداد افراد با توانایی‌های مختلف در حال افزایش است. طراحی کاربر محور باید بر روی طراحی محصول‌ها و خدمت‌هایی برای افراد با توانایی‌های مختلف، مانند افراد مسن، افراد دارای بیماری‌های مزمن و افراد دارای معلولیت جسمی، تمرکز کند. این امر می‌تواند با استفاده از طراحی بصری واضح، استفاده از محتوای صوتی و ارائه راهنماهای قابل دسترسی حاصل شود.
طراحی برای افراد در محیط‌های مختلف:
در آینده، افراد از طیف گسترده‌ای از محیط‌ها، مانند محیط‌های روستایی، محیط‌های شهری و محیط‌های دورافتاده، از محصول‌ها و خدمات استفاده خواهند کرد. طراحی کاربر محور باید بر روی طراحی محصول‌ها و خدماتی برای افراد در محیط‌های مختلف تمرکز کند. این امر می‌تواند با استفاده از طراحی قابل انعطاف، استفاده از محتوای قابل مقیاس و ارائه راهنماهای قابل استفاده در محیط‌های مختلف حاصل شود.

## مراحل طراحی کاربر محور
تحقیق کاربر:
تحقیق کاربر اولین و مهم‌ترین مرحله در طراحی کاربر محور است. در این مرحله، طراحان با کاربران تعامل می‌کنند تا درک کنند که آنها چگونه از محصول یا خدمات استفاده می‌کنند و چه چیزی می‌خواهند از آن دریافت کنند.
روش‌های مختلفی برای انجام تحقیقات کاربر وجود دارد، از جمله:
مصاحبه با کاربران: مصاحبه یکی از بهترین راه‌ها برای درک عمیق نیازها و خواسته‌های کاربران است.
نظرسنجی‌های کاربر: نظرسنجی‌ها می‌توانند برای جمع‌آوری اطلاعات از تعداد زیادی کاربر به‌طور همزمان استفاده شوند.
تجزیه و تحلیل داده‌های استفاده: تجزیه و تحلیل داده‌های استفاده می‌تواند اطلاعات ارزشمندی در مورد نحوه استفاده کاربران از محصول یا خدمات ارائه دهد.
طراحی:
پس از انجام تحقیقات کاربر، طراحان از اطلاعات جمع‌آوری شده برای طراحی ویژگی‌ها و بهبودهای جدید استفاده می‌کنند. این می‌تواند شامل ایجاد طرح‌های اولیه، انجام آزمایش‌های کاربر و جمع‌آوری بازخورد کاربران باشد.
توسعه:
در این مرحله، طراحان ویژگی‌ها و بهبودهای جدید را توسعه می‌دهند. این می‌تواند شامل کدنویسی، طراحی گرافیکی و تولید محتوا باشد.
آزمایش:
قبل از انتشار ویژگی‌ها و بهبودهای جدید برای عموم، طراحان باید آنها را با کاربران آزمایش کنند تا مطمئن شوند که کار می‌کنند و نیازهای کاربران را برآورده می‌کنند.

## طراحی کاربر محور و هوش مصنوعی
هوش مصنوعی (AI) یک فناوری در حال ظهور است که می‌تواند تأثیر قابل توجهی بر طراحی کاربر محور داشته باشد. AI می‌تواند به طراحان کمک کند تا محصولات و خدماتی ایجاد کنند که:
بهتر با نیازهای کاربران سازگار هستند: AI می‌تواند به طراحان کمک کند تا داده‌های استفاده را جمع‌آوری و تجزیه و تحلیل کنند تا درک بهتری از نیازها و خواسته‌های کاربران داشته باشند. این اطلاعات می‌تواند برای بهبود طراحی محصولات و خدمات استفاده شود.
شخصی تر هستند: AI می‌تواند به طراحان کمک کند تا محصولات و خدماتی ایجاد کنند که برای کاربران فردی سازگار هستند. این می‌تواند با استفاده از یادگیری ماشینی برای جمع‌آوری اطلاعات در مورد کاربران و استفاده از این اطلاعات برای شخصی‌سازی محصولات و خدمات حاصل شود.
خلاقانه تر هستند: AI می‌تواند به طراحان کمک کند تا محصولات و خدماتی ایجاد کنند که جدید و خلاقانه هستند. این می‌تواند با استفاده از هوش مصنوعی برای تولید ایده‌های جدید و نوآورانه حاصل شود.
در اینجا چند نمونه از نحوه استفاده از AI در طراحی کاربر محور آورده شده است:
استفاده از AI برای جمع‌آوری داده‌های استفاده: شرکت‌های فناوری مانند Google و Amazon از AI برای جمع‌آوری داده‌های استفاده از محصولات خود استفاده می‌کنند. این داده‌ها برای بهبود طراحی محصولات و خدمات استفاده می‌شود.
استفاده از AI برای شخصی‌سازی محصولات و خدمات: شرکت‌های فناوری مانند Netflix و Spotify از AI برای شخصی‌سازی محصولات و خدمات خود استفاده می‌کنند. این امر با استفاده از یادگیری ماشینی برای جمع‌آوری اطلاعات در مورد کاربران و استفاده از این اطلاعات برای شخصی‌سازی محتوا حاصل می‌شود.
استفاده از AI برای تولید ایده‌های جدید: شرکت‌های طراحی مانند IDEO از AI برای تولید ایده‌های جدید استفاده می‌کنند. این امر با استفاده از هوش مصنوعی برای تجزیه و تحلیل داده‌ها و شناسایی الگوها حاصل می‌شود.
آینده طراحی کاربر محور با هوش مصنوعی به‌طور قابل توجهی تغییر خواهد کرد. AI به طراحان کمک خواهد کرد تا محصولات و خدماتی ایجاد کنند که بهتر با نیازهای کاربران سازگار هستند، شخصی تر هستند و خلاقانه تر هستند.

## طراحی کاربر محور و اخلاق
طراحی کاربر محور می‌تواند تأثیر قابل توجهی بر زندگی کاربران داشته باشد؛ بنابراین، مهم است که طراحان از اصول اخلاقی در طراحی کاربر محور پیروی کنند.
در اینجا چند اصل اخلاقی مهم در طراحی کاربر محور آورده شده است:
احترام به حریم خصوصی: طراحان باید از حریم خصوصی کاربران محافظت کنند. این امر شامل جمع‌آوری اطلاعات شخصی فقط در صورت لزوم و استفاده از این اطلاعات به‌طور مسئولانه است.
عدالت: طراحان باید محصولات و خدماتی ایجاد کنند که برای همه کاربران قابل دسترسی و استفاده باشند. این امر شامل در نظر گرفتن نیازهای افراد با نیازهای خاص است.
مسئولیت پذیری: طراحان باید مسئولیت محصولات و خدمات خود را بر عهده بگیرند. این امر شامل ارزیابی تأثیر محصولات و خدمات بر کاربران و جامعه است.
طراحی کاربر محور یک رویکرد قدرتمند برای ایجاد محصولات و خدماتی است که برای کاربران مفید و رضایت بخش هستند. با پیروی از اصول اخلاقی، طراحان می‌توانند اطمینان حاصل کنند که طراحی کاربر محور به نفع جامعه باشد

## طراحی کاربر محور و آینده
طراحی کاربر محور یک رویکرد طراحی است که بر نیازها و خواسته‌های کاربران تمرکز دارد. این رویکرد در حال تکامل است و در آینده بر روی موارد زیر تمرکز خواهد کرد:
طراحی برای افراد با نیازهای خاص: طراحی کاربر محور باید بر روی طراحی محصولات و خدماتی برای افراد با نیازهای خاص، مانند افراد نابینا، کم شنوا و افراد دارای معلولیت جسمی، تمرکز کند. این امر می‌تواند با استفاده از طراحی بصری واضح، استفاده از محتوای صوتی و ارائه راهنماهای قابل دسترسی حاصل شود.
طراحی برای افراد چند زبانه: با افزایش جمعیت جهان و افزایش مهاجرت، تعداد افراد چند زبانه در حال افزایش است. طراحی کاربر محور باید بر روی طراحی محصولات و خدماتی برای افراد چند زبانه تمرکز کند. این امر می‌تواند با استفاده از زبانه‌ها و گویش‌های مختلف، استفاده از ترجمه ماشینی و ارائه راهنماهای چند زبانه حاصل شود.
طراحی برای افراد با توانایی‌های مختلف: با افزایش سن جمعیت جهان، تعداد افراد با توانایی‌های مختلف در حال افزایش است. طراحی کاربر محور باید بر روی طراحی محصولات و خدماتی برای افراد با توانایی‌های مختلف، مانند افراد مسن، افراد دارای بیماری‌های مزمن و افراد دارای معلولیت جسمی، تمرکز کند. این امر می‌تواند با استفاده از طراحی بصری واضح، استفاده از محتوای صوتی و ارائه راهنماهای قابل دسترسی حاصل شود.
طراحی برای افراد در محیط‌های مختلف: در آینده، افراد از طیف گسترده‌ای از محیط‌ها، مانند محیط‌های روستایی، محیط‌های شهری و محیط‌های دورافتاده، از محصولات و خدمات استفاده خواهند کرد. طراحی کاربر محور باید بر روی طراحی محصولات و خدماتی برای افراد در محیط‌های مختلف تمرکز کند. این امر می‌تواند با استفاده از طراحی قابل انعطاف، استفاده از محتوای قابل مقیاس و ارائه راهنماهای قابل استفاده در محیط‌های مختلف حاصل شود.
علاوه بر این، طراحی کاربر محور احتمالاً با فناوری‌های جدیدی مانند هوش مصنوعی (AI) و واقعیت مجازی (VR) ادغام خواهد شد. AI می‌تواند به طراحان کمک کند تا محصولات و خدماتی ایجاد کنند که:
بهتر با نیازهای کاربران سازگار هستند: AI می‌تواند به طراحان کمک کند تا داده‌های استفاده را جمع‌آوری و تجزیه و تحلیل کنند تا درک بهتری از نیازها و خواسته‌های کاربران داشته باشند. این اطلاعات می‌تواند برای بهبود طراحی محصولات و خدمات استفاده شود.
شخصی تر هستند: AI می‌تواند به طراحان کمک کند تا محصولات و خدماتی ایجاد کنند که برای کاربران فردی سازگار هستند. این می‌تواند با استفاده از یادگیری ماشینی برای جمع‌آوری اطلاعات در مورد کاربران و استفاده از این اطلاعات برای شخصی‌سازی محصولات و خدمات حاصل شود.
خلاقانه تر هستند: AI می‌تواند به طراحان کمک کند تا محصولات و خدماتی ایجاد کنند که جدید و خلاقانه هستند. این می‌تواند با استفاده از هوش مصنوعی برای تولید ایده‌های جدید و نوآورانه حاصل شود.
VR می‌تواند به طراحان کمک کند تا محصولات و خدماتی ایجاد کنند که:
تعاملی تر هستند: VR می‌تواند به طراحان کمک کند تا محصولات و خدماتی ایجاد کنند که برای کاربران تعاملی تر و جذاب تر هستند. این می‌تواند با استفاده از VR برای ایجاد تجربیات سه بعدی و فراگیر حاصل شود.
آموزشی تر هستند: VR می‌تواند به طراحان کمک کند تا محصولات و خدماتی ایجاد کنند که برای کاربران آموزشی تر هستند. این می‌تواند با استفاده از VR برای ایجاد تجربیات تعاملی و ملموس حاصل شود.
در اینجا چند نمونه از نحوه استفاده از فناوری‌های جدید در طراحی کاربر محور آورده شده است:
استفاده از AI برای شخصی‌سازی محصولات و خدمات: شرکت‌های فناوری مانند Netflix و Spotify از AI برای شخصی‌سازی محصولات و خدمات خود استفاده می‌کنند. این امر با استفاده از یادگیری ماشینی برای جمع‌آوری اطلاعات در مورد کاربران و استفاده از این اطلاعات برای شخصی‌سازی محتوا حاصل می‌شود.
استفاده از VR برای ایجاد تجربیات آموزشی: شرکت‌های فناوری مانند Google و Microsoft از VR برای ایجاد تجربیات آموزشی استفاده می‌کنند. این تجربیات می‌توانند برای آموزش مفاهیم پیچیده یا ایجاد تجربیات یادگیری تعاملی تر استفاده شوند.
آینده طراحی کاربر محور با فناوری‌های جدید به‌طور قابل توجهی تغییر خواهد کرد. AI و VR به طراحان کمک خواهند کرد تا محصولات و خدماتی ایجاد کنند که بهتر با نیازهای کاربران سازگار هستند، شخصی تر هستند و خلاقانه تر هستند.
طراحی کاربر محور یک رویکرد طراحی است که بر نیازها و خواسته‌های کاربران تمرکز دارد. این رویکرد در حال تکامل است و در آینده بر روی موارد زیر تمرکز خواهد کرد:
طراحی برای افراد با نیازهای خاص: طراحی کاربر محور باید بر روی طراحی محصولات و خدماتی برای افراد با نیازهای خاص، مانند افراد نابینا، کم شنوا و افراد دارای معلولیت جسمی، تمرکز کند. این امر می‌تواند با استفاده از طراحی بصری واضح، استفاده از محتوای صوتی و ارائه راهنماهای قابل دسترسی حاصل شود.
طراحی برای افراد چند زبانه: با افزایش جمعیت جهان و افزایش مهاجرت، تعداد افراد چند زبانه در حال افزایش است. طراحی کاربر محور باید بر روی طراحی محصولات و خدماتی برای افراد چند زبانه تمرکز کند. این امر می‌تواند با استفاده از زبانه‌ها و گویش‌های مختلف، استفاده از ترجمه ماشینی و ارائه راهنماهای چند زبانه حاصل شود.
طراحی برای افراد با توانایی‌های مختلف: با افزایش سن جمعیت جهان، تعداد افراد با توانایی‌های مختلف در حال افزایش است. طراحی کاربر محور باید بر روی طراحی محصولات و خدماتی برای افراد با توانایی‌های مختلف، مانند افراد مسن، افراد دارای بیماری‌های مزمن و افراد دارای معلولیت جسمی، تمرکز کند. این امر می‌تواند با استفاده از طراحی بصری واضح، استفاده از محتوای صوتی و ارائه راهنماهای قابل دسترسی حاصل شود.
طراحی برای افراد در محیط‌های مختلف: در آینده، افراد از طیف گسترده‌ای از محیط‌ها، مانند محیط‌های روستایی، محیط‌های شهری و محیط‌های دورافتاده، از محصولات و خدمات استفاده خواهند کرد. طراحی کاربر محور باید بر روی طراحی محصولات و خدماتی برای افراد در محیط‌های مختلف تمرکز کند. این امر می‌تواند با استفاده از طراحی قابل انعطاف، استفاده از محتوای قابل مقیاس و ارائه راهنماهای قابل استفاده در محیط‌های مختلف حاصل شود.
علاوه بر این، طراحی کاربر محور احتمالاً با فناوری‌های جدیدی مانند هوش مصنوعی (AI) و واقعیت مجازی (VR) ادغام خواهد شد. AI می‌تواند به طراحان کمک کند تا محصولات و خدماتی ایجاد کنند که:
بهتر با نیازهای کاربران سازگار هستند: AI می‌تواند به طراحان کمک کند تا داده‌های استفاده را جمع‌آوری و تجزیه و تحلیل کنند تا درک بهتری از نیازها و خواسته‌های کاربران داشته باشند. این اطلاعات می‌تواند برای بهبود طراحی محصولات و خدمات استفاده شود.
شخصی تر هستند: AI می‌تواند به طراحان کمک کند تا محصولات و خدماتی ایجاد کنند که برای کاربران فردی سازگار هستند. این می‌تواند با استفاده از یادگیری ماشینی برای جمع‌آوری اطلاعات در مورد کاربران و استفاده از این اطلاعات برای شخصی‌سازی محصولات و خدمات حاصل شود.
خلاقانه تر هستند: AI می‌تواند به طراحان کمک کند تا محصولات و خدماتی ایجاد کنند که جدید و خلاقانه هستند. این می‌تواند با استفاده از هوش مصنوعی برای تولید ایده‌های جدید و نوآورانه حاصل شود.
VR می‌تواند به طراحان کمک کند تا محصولات و خدماتی ایجاد کنند که:
تعاملی تر هستند: VR می‌تواند به طراحان کمک کند تا محصولات و خدماتی ایجاد کنند که برای کاربران تعاملی تر و جذاب تر هستند. این می‌تواند با استفاده از VR برای ایجاد تجربیات سه بعدی و فراگیر حاصل شود.
آموزشی تر هستند: VR می‌تواند به طراحان کمک کند تا محصولات و خدماتی ایجاد کنند که برای کاربران آموزشی تر هستند. این می‌تواند با استفاده از VR برای ایجاد تجربیات تعاملی و ملموس حاصل شود.
در اینجا چند نمونه از نحوه استفاده از فناوری‌های جدید در طراحی کاربر محور آورده شده است:
استفاده از AI برای شخصی‌سازی محصولات و خدمات: شرکت‌های فناوری مانند Netflix و Spotify از AI برای شخصی‌سازی محصولات و خدمات خود استفاده می‌کنند. این امر با استفاده از یادگیری ماشینی برای جمع‌آوری اطلاعات در مورد کاربران و استفاده از این اطلاعات برای شخصی‌سازی محتوا حاصل می‌شود.
استفاده از VR برای ایجاد تجربیات آموزشی: شرکت‌های فناوری مانند Google و Microsoft از VR برای ایجاد تجربیات آموزشی استفاده می‌کنند. این تجربیات می‌توانند برای آموزش مفاهیم پیچیده یا ایجاد تجربیات یادگیری تعاملی تر استفاده شوند.
آینده طراحی کاربر محور با فناوری‌های جدید به‌طور قابل توجهی تغییر خواهد کرد. AI و VR به طراحان کمک خواهند کرد تا محصولات و خدماتی ایجاد کنند که بهتر با نیازهای کاربران سازگار هستند، شخصی تر هستند و خلاقانه تر هستند.

## نمونه‌هایی از طراحی کاربر محور
در اینجا چند نمونه از نحوه استفاده از طراحی کاربر محور در محصولات و خدمات مختلف آورده شده است:
ویرایشگر ساده ویدیویی YouTube: YouTube یک ویرایشگر ساده ویدیویی ارائه می‌دهد که برای کاربرانی که می‌خواهند ویدیوهای ساده ای ایجاد کنند، آسان است.
صفحه اصلی Gmail: صفحه اصلی Gmail به گونه ای طراحی شده است که کاربران بتوانند به سرعت به ایمیل‌های خود دسترسی پیدا کنند و پیام‌های جدید را ارسال کنند.
نقشه‌های گوگل: نقشه‌های گوگل به گونه ای طراحی شده است که کاربران بتوانند به راحتی مکان‌های مورد نظر خود را پیدا کنند و مسیر خود را برنامه‌ریزی کنند.